# Досо (ростовщики)
Досо (яп. 土倉, どそう), возможные прочтения: つちくら, цутикура; とくら, токура; どくら, докура — разновидность ростовщика или ростовщического учреждения в средневековой Японии XIII — XVI веков периодов Камакура и Муромати. Основное занятие — финансовые и товарные операции, преимущественно выдача денежных кредитов и рисовых займов. В среднем кредитная ставка ростовщических контор составляла 40 % в месяц.

## Краткие сведения
Традиционно японские ростовщики назывались касиагэ 借上 (яп.  заёмщики), однако в XIII веке они стали возводить кладовые со стенами из глины (досо) для хранения вещей, которые предоставлялись им под залог клиентами. Эти амбары стали собирательным названием для обозначения профессии ростовщика, а также его конторы.
Основными центрами ростовщиков-досо были города Киото и Нара региона Кинки. В частности, на середину XIV века в Киото насчитывалось 335 ростовщических контор, 270 из которых находились под патронатом буддистского монастыря Энряку-дзи; а в Наре их располагалось свыше 200. Налоги, которые взимались с их деятельности, обеспечивали финансовую мощь центрального самурайского правительства. Кроме этого, сёгунат и императорской двор имели собственные официальные ростовщические дома, которые приносили им существенную прибыль до середины XV века.
Среди ростовщиков-досо было много состоятельных женщин и буддистских монахов. Параллельно с выдачей займов, многие из них занимались изготовлением саке, мисо и вели собственные хозяйства, преимущественно столовые и кабаки. Эта деятельность сближала их с другой разновидностью ростовщиков — сакая.
Досо часто становились объектом нападения японских крестьян, мещан и небогатых воинов во время «земельных восстаний», требованиями которых были уменьшения процентной ставки кредита или её полная кассация. В связи с этим ростовщики часто формировали собственные вооруженные отряды для сопротивления повстанцам.
Институт досо пришёл в упадок в связи с наступлением периода междоусобиц в XV—XVI веках. Часть состоятельных досо перешла на службу к региональным властителям, превратившись в их финансистов и официальных купцов.